# Тайцзицюань У Цзяньцюаня
Тайцзицюань У Цзяньцюаня (кит. 吴式太极拳) — одна из крупных разновидностей тайцзицюань (боевое искусство Китая).

## История

### Появление тайцзицюань в Пекине
В середине XIX века Ян Лучань обучился у Чэнь Чансина. После учёбы в Чэньцзягоу уезда Вэньсянь провинции Хэнань Ян Лучань вернулся к себе на родину в Юннянь провинции Чжили (нынешняя Хэбэй). Через некоторое время он отправился в Пекин и начал преподавать тайцзицюань там. Сначала он преподавал боевое искусство в доме богача Чжана, а потом стал преподавать в княжеской резиденции. О каком же князе идёт речь?
В большинстве современной литературы указывается, что это был князь Дуань. В некоторых статьях указан «князь Жуй», но так как титул «князь Жуй» среди князей династии Цин не встречается, то это, скорее всего, объясняется просто опиской: иероглифы «жуй» и «дуань» очень похожи по написанию, они лишь немного различаются левой частью. Однако У Тунань в своё время выдвинул версию, что в данной истории вообще имеет место ошибка устной передачи, и на самом деле Ян Лучань служил не у Айсиньгьоро Цзайи, носившего титул «князь Дуань», а у его отца — Айсиньгьоро Ицуна, 5-го сына императора, правившего под девизом «Даогуан». Ицун носил титул «великий князь Дунь», а слоги «дунь» и «дуань» действительно очень легко спутать на слух.
В 1996 году в журнале «Ухунь» была опубликована статья любителя истории ушу Мо Чаомая, в которой он подробно исследовал ряд спорных мест в истории некоторых стилей ушу. В частности, разобравшись с титулатурой всех князей времён династии Цин, он установил, что лишь Мяньсинь, четвёртый сын императора, правившего под девизом «Цзяцин», на 24-м году этого правления (1820) был удостоен титула «великий князь Дуань». Он скончался в седьмом месяце 8-го года правления под девизом «Даогуан» (1829), а его сын Июэ (впоследствии сменивший имя на «Ичжи») унаследовал титул «князь Цзюнь». Ичжи скончался в пятом месяце 30-го года правления под девизом «Даогуан» (1851), сыновей у него не было. Лишь на 10-м году правления под девизом «Сяньфэн» (1861) императорским указом Цзайи — второй сын Ицуна, великого князя Дуня — был назначен наследником Ичжи и унаследовал титул бэйлэ. На 15-й год правления под девизом «Гуансюй» был добавлен титул «князь Цзюнь». В 9-м месяце 19-го года правления под девизом «Гуансюй» (1893) он стал генерал-адъютантом двора. В 20-м году правления под девизом «Гуансюй» он был повышен до титула «удельный князь Дуань».
Таким образом Мяньсинь, князь Дуань, скончался в 1829 году, а в следующий раз этот титул возник лишь в 1894 году. Следовательно Ян Лучань, скончавшийся в 1870-х годах, никак не мог служить у князя Дуаня. Значит, он, скорее всего, действительно служил у Ицуна, князя Дуня, который был сыном императора и имел обширные связи при дворе. Именно в резиденции князя Дуня изучили тайцзицюань императорские гвардейцы Ваньчунь, Линшань и Цюанью.

### Маньчжуры и революция
Во время правления маньчжурской династии Цин (1644—1911) в Китае главной нацией считались маньчжуры, за ними шли монголы, и уж потом — китайцы. Неудивительно, что при императорском и княжеском дворах многие ученики Ян Лучаня и его сыновей были именно маньчжурами и монголами. Когда в 1911 году грянула буржуазно-демократическая революция, то, естественно, первое, чего ожидали маньчжуры и монголы от захвативших власть китайцев — это массовой резни представителей нетитульных наций, поэтому 1911 год ознаменовался массовым бегством народа из чиновничьего Пекина в Маньчжурию (за год переехало порядка 250 тысяч человек). Те, кто по каким-то причинам не мог уехать, в большинстве своём заранее постарались замаскироваться под китайцев. Так, маньчжур Цюанью превратился в У Фуши, его сын Айшэнь — в У Цзяньцюаня, а обучавшийся у них монгол Улабу Улахань — в У Тунаня.
В 1916 году в Бэйпине (как стал после революции называться Пекин) открылось Пекинское общество по изучению физической культуры, куда был приглашён в качестве преподавателя и У Цзяньцюань. Преподавая тайцзицюань в качестве оздоровительной гимнастики, он убрал из комплекса прыжки и повторяющиеся движения, сделал его медленным и непрерывным, добавил мягкости.
В 1928 году закончилась гражданская война в Китае, он вновь стал единым, и столицей страны был объявлен город Нанкин. Мастера тайцзицюань, уже в течение многих десятилетий привыкшие кормиться при власть имущих (других способов зарабатывать на боевых искусствах в то время и не осталось), начали перебираться поближе к новой столице. Отправился на юг и У Цзяньцюань.

### Образование нового направления тайцзицюань
Волна революционного движения вынесла на своём гребне и много пены. В частности, в 1920-30-х годах быструю карьеру сделал Чу Миньи. Благодаря удачной женитьбе на дочери Ван Цзинвэя — одного из лидеров партии Гоминьдан — он занимал высокие посты: в 1932-35 годах, когда Ван возглавлял правительство, то Чу был секретарём правительства, а когда в годы Второй мировой войны Ван Цзинвэй предал Чан Кайши, перешёл на сторону японцев и стал главой марионеточного прояпонского правительства, то Чу Миньи был назначен послом в Японию. В 1927-28 годах он был одним из быстро приобретавших власть политических функционеров, который к тому же ещё и желал заниматься тайцзицюань.
Поначалу Чу сделал ставку на Ян Чэнфу — внука Ян Лучаня. Однако во время публичных выступлений, когда Чу встал в пару с самим Яном, рассчитывая, что тот проявит уважение к его общественному статусу, то оказался отброшенным прочь мощным толчком Яна. Обидевшись на такое публичное унижение, Чу перешёл заниматься к У Цзяньцюаню, и начал пропагандировать идею о том, что, у У — совсем иное направление тайцзицюань, чем у Яна. В условиях тоталитарного режима с идеями руководителей такого ранга мало кто спорил, и У Цзяньцюань не стал протестовать. Так появилось новое направление тайцзицюань, активно пропагандируемое государством.
Однако близость к госструктурам сослужила для тайцзицюань У Цзяньцюаня плохую службу. Если в Пекине, где остался Ван Маочжай, тайцзицюань У Цзяньцюаня продолжало развиваться в духе прочих пекинских боевых искусств, взаимообмениваясь с другими стилями, и порождая могучих бойцов, то южной ветвью стиля стали заниматься в основном чиновники и партийные функционеры. Перспектива получения синяков и шишек, неизбежных при занятиях боевыми искусствами, их отнюдь не прельщала, и вся их работа в паре в итоге свелась лишь к практике упражнения «толкание руками». Несмотря на то, что в 1930-х годах в Накине, Шанхае и прочих крупных городах южного Китая один за другим проходили турниры по гошу самого разного уровня, представители тайцзицюань У Цзяньцюаня в поединках замечены не были.
Тем не менее, в современных условиях, когда массам нужно не боевое искусство, а средство поддержания здоровья, именно этот фактор привёл к широкому распространению тайцзицюань У Цзяньцюаня: по популярности данная ветвь находится на втором месте среди всех направлений тайцзицюань, уступая лишь ветви семьи Ян. Занимающихся этим направлением вне Китая можно найти во всех местах массового проживания китайской диаспоры — в Сингапуре, Малайзии и т. д.